# Henry Hyde (politiker)
Henry John Hyde, född 18 april 1924 i Chicago, död 29 november 2007 i Chicago, var en amerikansk republikansk politiker. Han var ledamot av USA:s representanthus 1975–2007.
Hyde utexaminerades 1947 från Georgetown University och avlade 1949 juristexamen vid Loyola University Chicago.
Hyde efterträdde 1975 Harold R. Collier som kongressledamot och efterträddes 2007 av Peter Roskam. Senare samma år avled Hyde i en ålder av 83 år.

## Utmärkelser
- Riddare av Gregoriusorden,  2006
- Presidentens frihetsmedalj,  2007[4]
- James Cardinal Gibbons Medal

[Redigera Wikidata]